# Cucurbitacine

Cucurbitacine A

Cucurbitacine B

De basis van alle cucurbitacinen is het cucurbitaan

Cucurbitacinen zijn giftige stoffen die voorkomen in komkommerachtigen (Cucurbitaceae), enkele kruisbloemigen (Brassicaceae), in enkele soorten van de helmkruidfamilie en in de Japanse schimmel Hebeloma vinosophyllum. De meeste sierkalebassen hebben een hoog gehalte aan cucurbitacine, waardoor deze giftig zijn en niet geschikt voor consumptie.

## Structuur
De basisstructuur van alle cucurbitacinen is het cucurbitaan, een tetracyclische triterpeen en steroïde. Er zijn rond de 40 cucurbitacinen bekend. Met uitzondering van cucurbitacine A, C en F komen ze overwegend voor als glycoside.
De 40 in de natuur voorkomende en de synthetisch geproduceerde cucurbitacinen worden in 12 klassen ingedeeld. De indeling is onder andere gebaseerd op de mate van oxidering. Bekend zijn cucurbitacine A tot S, het norcucurbitacine en het cardiotoxische elaterinide (synoniemm gratiotoxine, colocynthine, alpha-elaterine-2-D-glucopyranoside, curcurbitacine-E-beta-glucoside, coloside A). Cucurbitacinen kunnen geglycosyleerd zijn.

## Eigenschappen
De cucurbitacinen zijn sterk geoxideerde moleculen, hittebestendig en bijna niet oplosbaar in water. Onder stressvolle omstandigheden, zoals hitte, wisseling tussen droge en natte omstandigheden en schimmelinfecties, wordt het gehalte aan cucurbitacinen in de plant verhoogd. Ook overrijpheid en verkeerde opslagomstandigheden verhogen het gehalte.
De bittere smaak van de cucurbitacinen is nog bij zeer lage concentraties, tot 10−6mol/l, waarneembaar. Cucurbitacinen hebben een vochtafdrijvende, diuretische, bloeddrukverlagende en antireumatische werking. Ook kan cucurbitacine gebruikt worden als lokstof voor enkele keversoorten zoals degenen die behoren tot het geslacht Diabrotica.

## Toxiciteit
Alle cucurbitacinen zijn giftig en werken ook als insecticide en fungicide. De cytotoxische werking wordt experimenteel onderzocht in de chemotherapie bij de behandeling van kanker.
De volgende vergiftigingsgevallen zijn gerapporteerd:
- 1981–1982 in Australië
- 1984 in Alabama en Californië[7]
- 2001 in Nieuw-Zeeland[8]
- 2010 in India[9]
- 2015 in Duitsland. Vermoedelijk door het bijzonder hete weer in juli/augustus 2015[10]

De LD50 voor cucurbitacine B bij muizen is bij orale opname 5 mg/kg lichaamsgewicht, wat neerkomt op een dodelijke dosis van 300 mg bij mensen. De bittere smaak voorkomt meestal de opname van gevaarlijk grote hoeveelheden. De planten van de pompoenenfamilie zijn sinds 2009 opgenomen in het Compendium of Botanicals that have been reported to contain toxic, addictive, psychotropic or other substances of concern van de Europese Autoriteit voor Voedselveiligheid.